# Кызыл-Кия
Кызыл-Кия (кирг. Кызыл-Кыя) — город областного подчинения в Баткенской области Кыргызстана. Кызыл-Кия 3-й самый крупный город так и по населению так и по площади город на юге Кыргызстана после Оша и Жалал-Абада. Расположенная на юге Ферганской долины у подножия гор Памиро-Алай город стратегически важен и используется для логистических целей а также на территории города действуют порядки десяти заводов. Отсюда можно добраться до долины Абшир-Сай известными своими хребтами, водопадами и озёрами. Название города в переводе с кыргызского языка означает «Красная тропа». Основан в 1898 году при разработке угольного пласта. Входил в состав Ошской области до 1994 года.

## История
Поселение Кызыл-Кыя было образовано в 1898 году, а в 1938 году ему присвоен статус города. Город является одним из старейших центров угледобывающей промышленности Кыргызстана. В советское время Кызыл-Кыя был крупным промышленным центром региона, поэтому здесь хорошо сохранились инфраструктура и коммуникации, а сам город построен с ярко выраженными урбанистическими чертами.
До 1994 года — город областного подчинения в Ошской области.

## География
Город расположен в северо-восточной части Баткенской области, на пересечении автотрасс Ош — Сулюкта и Ош — Фергана, на расстоянии 150 км к северо-востоку от областного центра — города Баткен, в 86 км юго-западнее города Ош и в 39 км юго-восточнее областного центра Республики Узбекистан — города Фергана.
Город находится на высоте 1058 м над уровнем моря, в Югжной части Ферганской долины.
Кызыл-Кыя построена между глинистыми низкогорьями  высота которых не превышает 1100 метров, поэтому, внутри города очень сильно заметны резкие уклоны и подъёмы.
На юге Кызыл-Кийи возвышается горная система Памиро-Алай. 
В подчинении городской администрации находятся три села: Караван, Ак-Булак и Джин-Джиген.
Живопись
На Юго-Востоке Кызыл-Кийи в 15 километров от города находится долина Абшир-Сай .
Долина очень сурова, богата рыбами и заснеженными ледниками, здесь также  расположен водопад Абшыр-Ата  высота которой 15 метров, чем она удивительно, так тем, что она выходит прямо из внутри горы, согласно легенде раньше оттуда выходила священная чистая молочная вода, которая очищала грехи и была целебной, но люди этого не ценили и Абшыр-Ата стала обычной водой.
В этой же долине есть ещё одно прекрасное место, это голубое озеро.               Голубое озеро находится в глубь долины. В неё впадает 1 река и вытекает тоже 1 река э. В среднем периметр озера остаётся в заполненным состоянии 400-600 метров. А в свой пик, в середине весны, озеро достигает величин в 1050 метров.
Климат
В Кызыл-Кыя летом тёплое, засушливое и мало облачное, а зимой очень холодные, снежные и местами облачные. В течение года температура обычно колеблется от -6 °C до 31 °C и редко бывает ниже -11 °C или выше 34 °

## Население
На 1 января 2017 года численность населения составляла 51 300 человек. Население на 2009 год — 44 100 человек.Население на 2022 год 72 074 человек. Население на 2024 год 125743человек.

## Экономика
В городе работают цементный и хлебный заводы. В городе также функционирует консервный завод, который перерабатывает овощи и фрукты.

### Транспорт
Через город проходит железная дорога, которая связана с Узбекистаном, Таджикистаном и далее — с Казахстаном, Туркменистаном и Россией.
В городе также курсируют пассажирские эко автобусы от компании Isuzu, которые едут по внутреннему городскому маршруту
Имеется аэропорт, который после ремонта взлетно-посадочной полосы может осуществлять рейсы по маршрутам Кызыл-Кия — Бишкек, Кызыл-Кия — Чолпон-Ата — Алма-Ата, Кызыл-Кия — Ош и в другие города.